# Culicoides tripallidus
Culicoides tripallidus är en tvåvingeart som beskrevs av Tokunaga 1959. Culicoides tripallidus ingår i släktet Culicoides och familjen svidknott. Inga underarter finns listade i Catalogue of Life.